# Campeonato Paraguaio de Futebol de 1918
O Campeonato Paraguaio de Futebol de 1918 foi o décimo segundo torneio desta competição.  Participaram nove equipes. A liga dissidente (Copa Centenário), que corria em paralelo, foi extinta; porém, os clubes que preferiram aderir ao Campeonato Paraguaio de Futebol tiveram que jogar a División Transitoria no ano anterior. Em princípio, os dois primeiros colocados da División Transitoria e o campeão do Campeonato Paraguaio de Futebol de 1918 - Segunda Divisão, deveriam subir. Entretanto, o campeão da segunda divisão , o Club Villa del Salto, não ascendeu por questões financeiras, e o segundo colocado da División Transitória, o Club Boys Scouts, também não ascendeu. Curiosamente, o Atlántida Sports Club, último campeão da liga dissidente, foi aceito para jogar no torneio deste ano. O Club Mariscal López desistiu de participar. 
| Equipe               | Cidade   | Departamento     | No ano anterior                               | Estádio | Capacidade | Títulos                    | Participações |
| -------------------- | -------- | ---------------- | --------------------------------------------- | ------- | ---------- | -------------------------- | ------------- |
| Atlántida Sport Club | Assunção | Distrito Capital | Campeão da Copa Centenario de 1917 - Paraguai | --      | --         | 0 (não possui)             | 5             |
| Club River Plate     | Assunção | Distrito Capital | Vice Campeão                                  | --      | --         | 0 (não possui)             | 5             |
| Club Cerro Porteño   | Assunção | Distrito Capital | Terceiro Lugar                                | --      | --         | 2 (1913, 1915)             | 6             |
| Club Guaraní         | Assunção | Distrito Capital | Quarto Lugar                                  | --      | --         | 2 (1906,1907 )             | 11            |
| Club Nacional        | Assunção | Distrito Capital | Quinto Lugar                                  | --      | --         | 2 (1909, 1911)             | 12            |
| Club Olimpia         | Assunção | Distrito Capital | Campeão                                       | --      | --         | 4 (1912, 1914, 1916, 1917) | 12            |
| Sol de América       | Assunção | Distrito Capital | Oitavo Lugar                                  | --      | --         | 0 (não possui)             | 7             |
| Marte Atlético       | Luque    | Central          | Sétimo Lugar                                  | --      | --         | 0 (não possui)             | 2             |
| Club Libertad        | Assunção | Distrito Capital | Campeão da División Transitoria               | --      | --         | 1 (1910)                   | 6             |

## Premiação
| Campeonato Paraguaio 1918 Primeira Divisão |
| Assunção                                   |
| ------------------------------------------ |
| Club Cerro Porteño Campeão (3º título)     |